# درجة انحدار

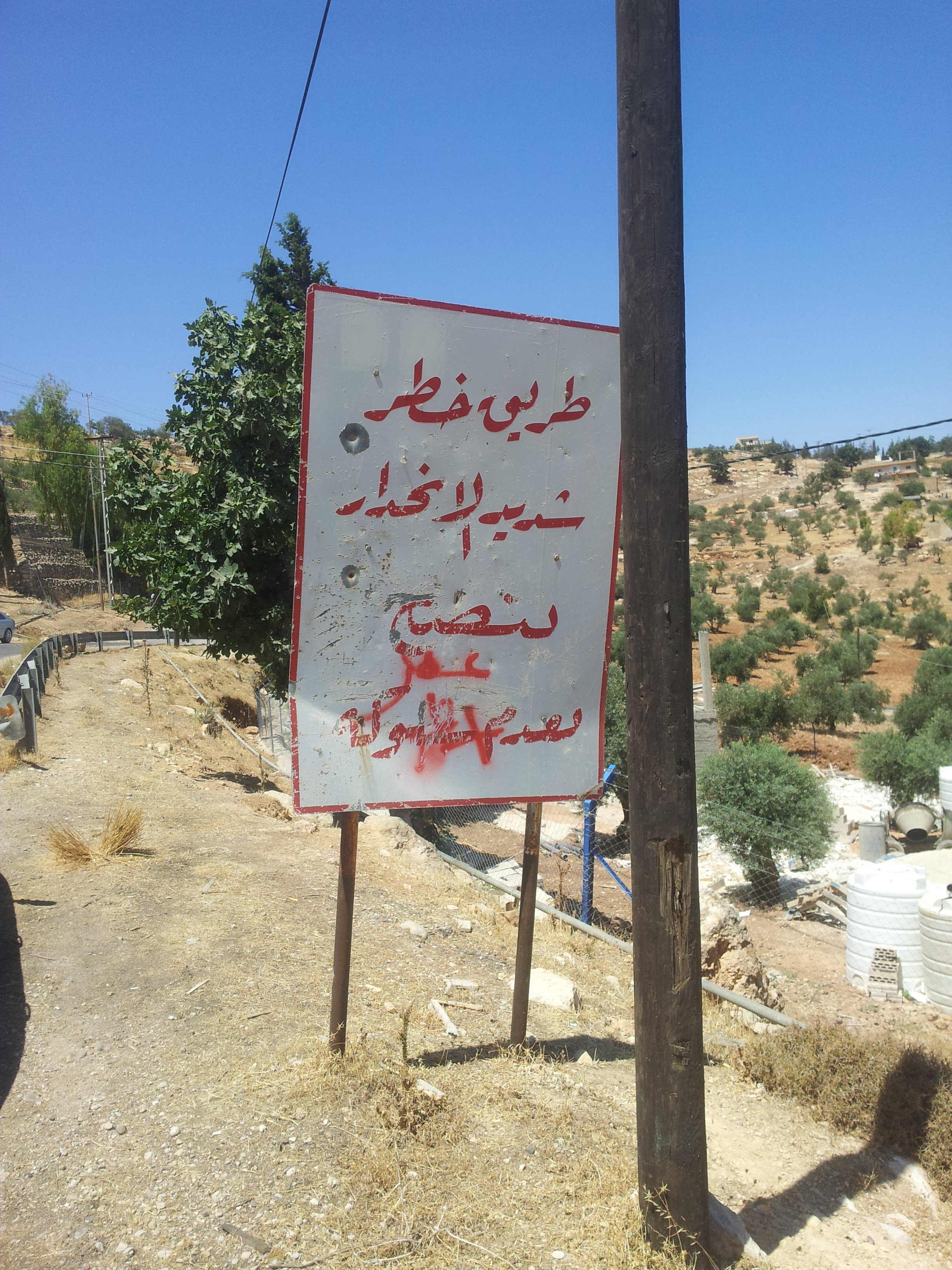

لافتة مرورية:طريق منحدر بمقدار 10%

درجة الانحدار تعبر عن شدة ميل أو انحدار سطح مثل هضبة أو طريق أو جدول أو سكة حديدية. القيمة صفر لدرجة الانحدار تعني أن السطح مستوي. وزيادة القيمة تعبر عن زيادة الميل الشاقولي.

## التعبير عن درجة الانحدار
هناك ثلاث طرق للتعبير عن درجة الانحدار:
- كدرجة ميل عن أفق المثلث القائم
- نسبة مئوية بين الارتفاع والمسير، وتستخدم هذه النسبة بكثرة في الطرق، المرور والهندسة المدنية.
- نسبة واحدة الارتفاع في عدة وحدات للمسير. مثلاً ارتفاع 5 أقدام في 100 قدم مسير يعادل درجة انحدار1/20.